# 전파계
전파계(電波系)는 망상과 망상벽인 있는 사람을 가리켜 타인과 커뮤니케이션을 하려 하지 않는 사람을 가리키는, 일본에서 생겨난 말이다.
원래 의미는 '머리속에 누군가의 목소리, 사고, 지시, 방해가 전파로 전달되는 것을 칭하는 사람'을 가리켰다. (이러한 '환청'은, 아직 전파가 일반적이지 않았던 시대는 '동물'과 '영(영혼)'에 의한 것으로도 생각되었으나, '여우에 홀린 정신이상자'등으로 불렸었다.) 그러나 그 밖의 의미로는 용도와 다른 견해가 들어가 변질돼버린 부분도 적지 않다. 서브 컬쳐와 오타쿠계의 미디어에서 많이 이용되는 표현이다. 그 밖에 '전파', '덴바', '데무바', '독전파'등으로도 표기, 표현한다.

## 주된 게임·애니 인물
- 루코 키레이나 소라 (To Heart2)
- 타치바나 키미카 ([素晴らしき日々～不連続存在～(스바히비)])
- 니노 (아라카와 언더 더 브릿지)
- 토우야마 사쿠 (탐정 오페라 밀키 홈즈)
- 토와 에리오 (전파녀와 청춘남)
- 쿠로네코 or 고코우 루리 (내 여동생이 이렇게 귀여울 리가 없어)
- 타카나시 릿카(중2병이라도 사랑이 하고 싶어!)
- 시치미야 사토네 (중2병이라도 사랑이 하고 싶어!)
- 리히트 지킬란드 토도로키 (서뱀프)

## 같이 보기
- 도청장치 방송사고